# Fáy Zsuzsa
Fáy Zsuzsa (Budapest, 1943. – 2005. január 1.) a Magyar Rádió bemondója, műsorvezető.

## Életpályája
„Én erdélyi, székely ősök leszármazottja vagyok. De Budapesten születtem, majd Budaörsön éltünk szüleimmel. Iskoláimat is abban a faluban kezdtem…Színésznő szerettem volna lenni. De anyagi helyzetünk következtében nem érettségizhettem idejében, így általános iskola után segédmunkás, textilgyári dolgozó, majd gépíró lettem…Huszonöt éves koromban olvastam az újságban a hirdetést, hogy szerkesztőségi gépírót keres a rádió. Jelentkeztem. Fölvettek. Beosztottak a hírszerkesztőségbe. Olyan kiváló újságírók keze alá dolgoztam, mint P. Szabó József, Bánkuti Gábor és a többiek.”

1968-ban, gépíróként került a Magyar Rádióhoz. Angolul és németül tanult. 1978-tól volt bemondó gyakornok majd bemondó.      

„…egy értekezletfélén fölszólaltam. Valamelyik munkatárs azt mondta utána: „Milyen jó hangod van. Miért nem próbálkozol, hogy bemondó legyél?" Próbálkoztam. Kértem, készítsenek velem próbafelvételt. Illetékesek elgondolkodtak az eredményen. Adtak kisebb lehetőségeket felolvasásra. Például műsort ismertettem. Egy év múltán, harmincöt éves koromban gyakornok lehettem…olyan remek oktatóm is volt, mint Dömök Gábor, a nagyszerű szpíker. És ami a színészetről való lemondást illeti, én nem mondtam le, mert nem voltam színész. De Dömök az volt valaha. És Korbuly Péter, Bátonyi György vagy Vadász Ági szintén. Mindannyian a példaképeim…”

Dolgozott hírolvasóként a Kossuth-, a Petőfi- és a Bartók Rádióban is, valamint szinkronstúdiókban, ahol hangalámondásokat és stáblistákat olvasott fel.
Bemondói munkájáról mesélte:

„Adás előtt legalább tíz percre szükségem van, hogy megismerkedjem az anyaggal…Még olyan gyakran előforduló szavak is bakizásra, vagyis nyelvbotlásra kényszerítik az embert, mint az imperializmus vagy az ultrarövidhullám... Nehéz kimondani a lengyel vagy a cseh neveket is. A hangom ápolása? Fagylaltot nem eszem, hideget nem iszom. Reggel, ébredés után lebeszélem hangomról a fátyolosságot. Van, aki skálázik, hogy karbantartsa a hangját. Nehéz a munkánkban az éjszakai vagy a hajnali szolgálat. Legtöbb örömöt a szépirodalmi szövegek felolvasása jelenti számomra…”

Férje Fáy András zongoraművész és könnyűzeneszerző volt.

## Rádiós munkáiból
- Jó reggelt! (Kossuth rádió)
- Reggeli krónika (Kossuth rádió)
- Napközben (Petőfi rádió)
- Éjfél után (Petőfi rádió)
- Dallamkoktél (Petőfi rádió)
- Hajnali kalendárium (Petőfi rádió)
- Muzsikáló reggel (Bartók rádió)